# Domenico Sabbatino
Domenico Carlo Sabbatino (Strongoli, 10 settembre 1653 – Tursi, settembre 1721) è stato un vescovo cattolico e teologo italiano.

## Biografia
Domenico Sabbatino nacque a Strongoli, nell'allora diocesi omonima, il 10 settembre 1653 da Carlo e Francesca Amato.
Ordinato presbitero in data ignota, conseguì il dottorato in utroque iure alla Sapienza di Roma l'8 giugno 1684. Una volta terminati gli studi fu preposto come canonico della cattedrale di Strongoli e poi come parroco della basilica di San Nicola in Carcere a Roma, oltre ad assumere il ruolo di procuratore fiscale per conto della Congregazione della visita apostolica.
Il 20 novembre 1702 papa Clemente XI lo promosse vescovo della diocesi di Anglona-Tursi, prendendo possesso della diocesi in via ufficiale il 2 febbraio 1703.
Nel 1704 compì la sua prima visita pastorale nel comune di Favale, dove donò una reliquia di san Fabiano alla comunità; Sabbatino gli suggerì anche di adottarlo come loro santo patrono, proposta che alla fine fu accolta. Fece probabilmente la stessa cosa in quel periodo anche con la comunità di Rotondella, quando su suo suggerimento adottarono sant'Antonio di Padova come loro patrono.
Nell'aprile 1706 tenne un sinodo diocesano e, nel prosieguo del suo episcopato, avvierà anche significativi lavori di restauro e ampliamento del seminario diocesano sostenendolo a proprie spese.
Nel 1718 fece ricostruire la torre campanaria a cuspide della cattedrale dell'Annunziata; a testimonianza di ciò vi è una targa commemorativa sulla quale venne inciso il seguente testo:
Si spense a Tursi nel settembre 1721, dopo aver governato la diocesi per quasi 19 anni.